# Stadtbrand von Krakau 1850

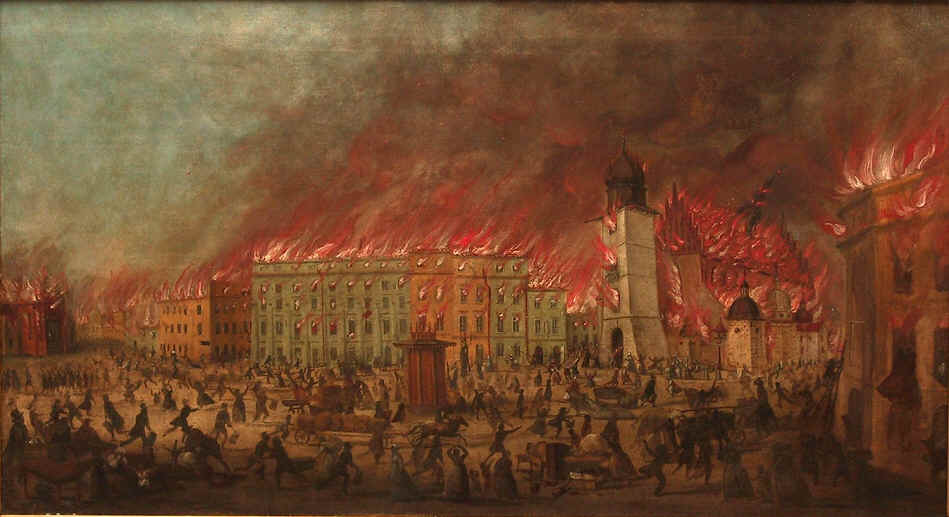
Stadtbrand auf einem Gemälde von Teodor Baltazar Stachowicz

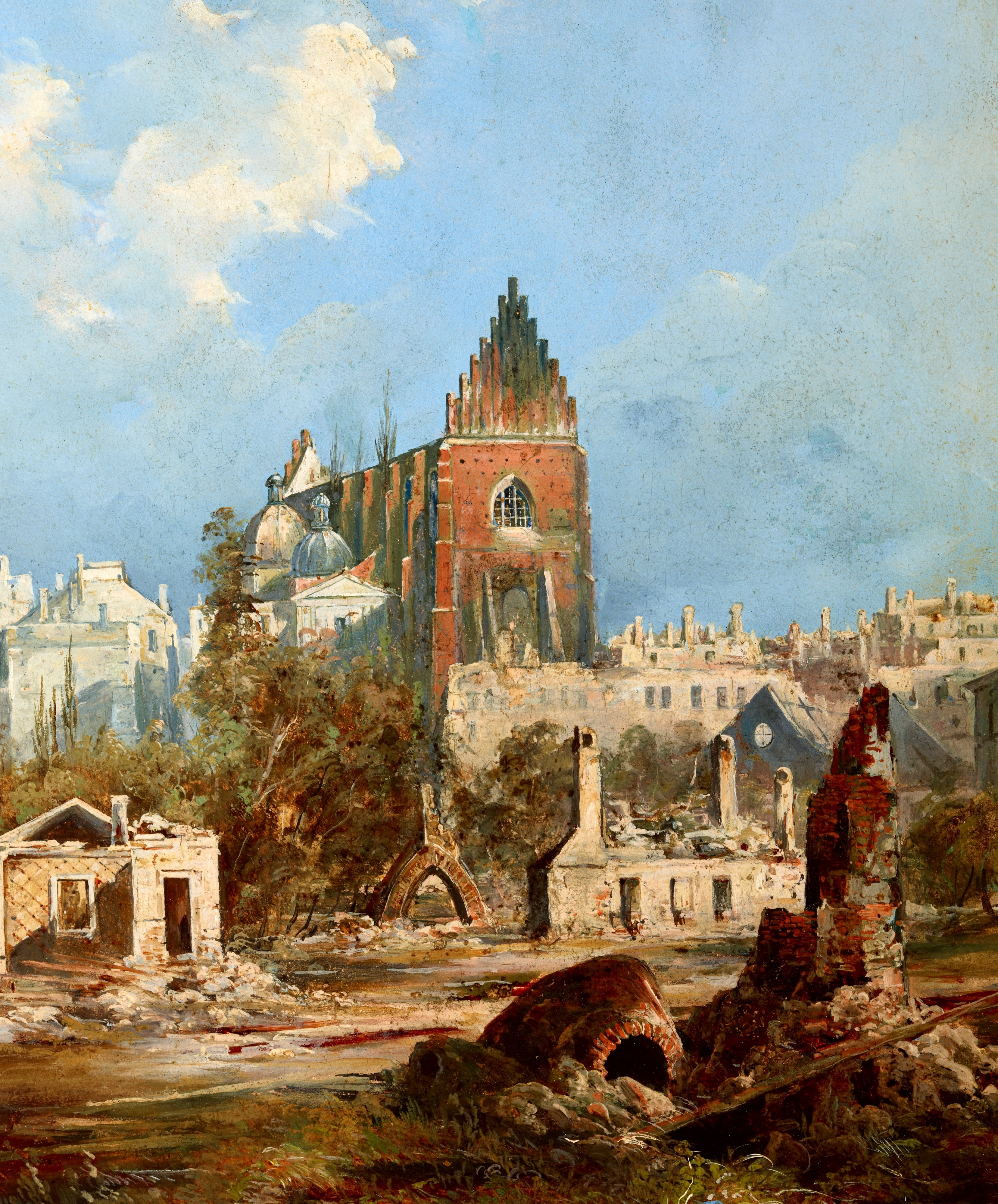
Ausgebrannte Dominikanerkirche von Adam Gorczyński

Der Stadtbrand von Krakau 1850 am 18. Juli war der letzte große Stadtbrand in Krakau, der einen großen Teil der Krakauer Altstadt um den Hauptmarkt und den Allerheiligenplatz zerstörte.

## Der Stadtbrand
Das Feuer begann am 18. Juli und dauerte mehrere Tage an. Er zerstörte etwa 10 % der Fläche der Altstadt. In der Altstadt gab es damals noch zahlreiche hölzerne Gebäude bzw. Gebäude mit Holzdachstühlen. Das Feuer begann an einer Mühle außerhalb der mittelalterlichen Stadtmauern, drang jedoch aufgrund starker Winde rasch in die Altstadt vor. Innerhalb von wenigen Stunden standen Gebäude an acht Straßen in Flammen. Die Ausbreitung konnte innerhalb eines Tages gestoppt werden, der betroffene Bereich brannte jedoch noch tagelang. Insgesamt brannten zwei Paläste, drei Klöster, vier Kirchen und 153 Bürgerhäuser nieder. Der Wiederaufbau zog sich über ein halbes Jahrhundert bis zum Ersten Weltkrieg hin.